# ツァイトガイスト (映画)
『ツァイトガイスト』（Zeitgeist, the Movie）とは自主映画製作者ピーター・ジョセフ（Peter Joseph）による2007年のドキュメンタリー映画。全三部構成で、第一部はキリスト教の起源、第二部はアメリカ同時多発テロ、第三部ではアメリカの関わった戦争と「国際的な銀行家たち」の関係を描く。2008年には続編として『ツァイトガイスト:アデンダム』（Zeitgeist: Addendum）が公開された。また、最新作Zeitgeist: Moving Forwardが2011年1月15日に公開された。ピーター・ジョセフは2008年に「ツァイトガイスト・ムーブメント」という団体も立ち上げている。

## 第一部
キリスト神話説に基づき、イエス・キリストは周辺地域にある神話や伝説から創作された存在であるとする。冒頭によれば後代に政治、教育、銀行カルテルを作り出したのと同じ勢力によってなされた。イエスと大きな共通点を持つ神話としてホルス、アッティス、クリシュナ、ディオニューソス、ミスラをあげる。
イエスだけでなく『旧約聖書』も他神話からの盗用がなされているとする。モーセの出生はサルゴン王のそれからの流用であり、モーセが律法を授けられたという事跡も、インドのマヌ（『マヌ法典』）といった他宗教の神話と同様のものであり、十戒の文面もまたエジプトの『死者の書』にある125番目の呪文から盗んだものとする。キリスト教信仰ではイエスの予形とされるヨセフのエピソードも、盗用元とみなす。イエスが歴史的に実在した根拠は皆無とした後、キリスト教の教義はニケア公会議上で捏造されたと述べる。この背後にあったのは政治的な目的に過ぎなかったとする。キリスト教会が歴史上で犯してきた過ちを強調し、人間にとって有害であると説いて第一部は終了する。

## 第二部
アメリカ同時多発テロ事件を始め、近年の西側諸国に対する主だったテロ事件のいくつかは、ある種の政治目的を達成するために自作自演された謀略であるとする陰謀論、とりわけアメリカ同時多発テロ事件陰謀説に基づいている。
まず、アメリカ同時多発テロに関する複数の中継・インタビュー映像から、後に触れる疑問点に言及しているシーンを抜き出す。同事件に関して一般に流布されている公式説明を「911神話」として要約した上で、各論点について、各種メディアの情報を交えて以下のように主張する。
- （同時多発テロについての）事前警告はなく、政府は発生を予測できなかったとする主張に対して

→テロの2年前に北アメリカ航空宇宙防衛司令部(NORAD)が、ハイジャックされた旅客機を使用した攻撃を想定して訓練を行ったと『USAトゥデイ』誌が報じており、その訓練で想定された攻撃目標の一つは世界貿易センタービルであった。1997年にアメリカ合衆国連邦緊急事態管理庁(FEMA)が製作したテロ対策マニュアルの表紙には、照準器で狙われている世界貿易センタービルが描かれていた。2000年10月には「マスカル」と呼ばれる、航空機がペンタゴンに衝突するという想定でのシミュレーションが行われていた。また、事前警告については、フィリピンから「複数の人間がアメリカの旅客機をハイジャックし中央情報局（CIA）本部・ペンタゴン・世界貿易センタービルに衝突させる」旨の警告を発せられたとCNNが報じた。
- （同時多発テロの）ハイジャック犯19人について

→同時多発テロの首謀者とされるモハメド・アタはパキスタン統合諜報局（ISI）から資金援助を受けていた。また、同時多発テロに使用された4機の航空機の乗客名簿には容疑者の名前が見当たらない。容疑者とされた19人の内の何人かは存命しており、自身が容疑者とされていることに抗議しているが、容疑者リストは変更されていない。容疑者とされた人物とウサーマ・ビン＝ラーディンとが関連していた証拠は見つかっていない。
- ウサーマ・ビン＝ラーディンについて

→2001年1月にブッシュ政権は、ウサーマ・ビン＝ラーディンの親族に関する調査を中止するよう連邦捜査局（FBI）などに命じた。ビン＝ラーディンは同時多発テロが起こる前にアラブ首長国連邦のドバイにあるアメリカの病院に入院したことがあり、そこでCIAの現地要員と面会してもいた。同時多発テロの計画にビン＝ラーディンが関わった証拠は当初見つからず、その後見つかった彼の犯行声明ビデオには不審な点がある。ブッシュ一族とビン＝ラーディン一族にはつながりがあり、同時多発テロ発生当日にブッシュとウサーマの兄とがカーライル・グループに関する会談をしていた。
- ペンタゴンについて（アメリカン航空77便テロ事件）

→アメリカン航空77便のペンタゴン衝突へ至る飛行は高度な技量を要求するもので、実行犯とされるハーニー・ハンジュールにはそのような操縦技量は無かった。77便は衝突によって蒸発したとされるが、それでは遺体の身元を判別するのは困難である。政府職員が現場から破片を持ち去り、周辺の芝生は埋められた。衝突の瞬間を記録した監視カメラの映像はFBIに没収された。
- シャンクスヴィルについて（ユナイテッド航空93便テロ事件）

→墜落現場には旅客機が衝突した形跡が見当たらない。
- 世界貿易センター第1・第2・第7ビルについて（アメリカン航空11便テロ事件・ユナイテッド航空175便テロ事件）

→ビルの崩壊は公式説明である「パンケーキクラッシュ理論」では崩壊パターン及び崩壊速度の説明がつかない。世界貿易センタービルはボーイング707の衝突にも耐えられるように設計されていた。世界貿易センター第7ビルは旅客機が衝突していないのに整然と崩壊した。ここでは、溶融した金属が付着した鋼材の写真やスティーブン・E・ジョーンズの主張などを引き合いに、3つのビルの崩壊は爆薬による制御解体であるとの説を説いている。その他、旅客機の衝突前やビルの崩壊前に地下で爆発が発生したという主張も採り上げている。
- 北アメリカ航空宇宙防衛司令部（NORAD）について

→NORADは2000年には67回あったスクランブルを要する事態の全てに対処できたにもかかわらず、同時多発テロが発生した9月11日には4回全てに失敗した。ここでは、NORADでは9月11日、実際のテロと同様のシナリオを含む対ハイジャック訓練が、テロが発生した時間と同じ時間帯に行われており、その為に実際のハイジャックと混同して迎撃に失敗したという説を採り上げている。
- 911委員会について

同時多発テロを調査した911委員会はテロの資金源を調査できず、その重要性も認めなかった。世界貿易センター第7ビルの崩壊原因も解明できなかった。報告書への記述は委員の全会一致でなければ採択されず、911委員会が同時多発テロの調査において政府に都合の悪い証拠を事実上無視している。
以上の主張を行った後、テロの容疑で拘束された人間のほとんどが無罪放免とされているにもかかわらず、メディアでは「テロの脅威」が喧伝されているなどの例を挙げて「テロリズム」という言葉は欺瞞的なものであると説く。「テロリズム」とは「政府が世論を操作する為の手口」だとする陰謀論を唱え、パンアメリカン航空103便爆破事件、アメリカ大使館爆破事件 (1998年)、米艦コール襲撃事件など、近年のテロ事件の多くにCIAが関与しており、1993年の世界貿易センター爆破事件や1995年のオクラホマシティ連邦政府ビル爆破事件は新規法案を可決させるための世論工作としてFBIやCIAなどが実行させた事件であると主張する元FBI長官テッド・ガンダーソンの声明を採り上げる。また、2005年のロンドン同時爆破事件において、事件と同じ想定シナリオの訓練が事件発生と同じ地下鉄駅で同時間帯に行われていたとも主張する。そしてこれらの例を挙げ、アメリカ同時多発テロ事件はアメリカ政府が自らの民衆に対して行った偽のテロ攻撃、すなわち内部犯行であると結論付ける。最後に、社会の裏には秘密の勢力が存在すると述べるジョン・F・ケネディのスピーチを採り上げ、第三部へと続く。

## 第三部
アメリカの関わった戦争が「国際的な銀行家たち」の企み（陰謀）により行われたと説く。